# Motown
La Motown Records, nota anche semplicemente come Motown, è un’etichetta discografica statunitense appartenente alla Universal Music Group.
Fondata nel 1959 dall’imprenditore Berry Gordy (Detroit, 28 novembre 1929), la Motown Records costituiva il principale nucleo della Motown Record Corporation, la casa discografica lanciata dallo stesso Gordy nell’aprile del 1960.
La Motown è nota per l’immediato successo che ottenne negli anni sessanta e per il ruolo che ebbe nella diffusione del genere R&B e nell’integrazione razziale nella musica pop. Specializzata nel crossover di generi musicali, la Motown fu pioniera di un sound riconoscibile e noto con lo slogan di "Motown Sound".
Tra gli artisti più noti rappresentati dalla Motown Record Corporation ci sono The Miracles, The Temptations, The Supremes, Stevie Wonder, Marvin Gaye, Diana Ross, Rick James, The Commodores e The Jackson 5.

## Storia

### Gli inizi
Dopo un tentativo di carriera da pugile professionista per cui abbandona la scuola superiore all’età di sedici anni, Berry Gordy presta servizio nell’esercito statunitense per qualche anno, ottenendo un equivalente del diploma scolastico e partecipando alla Guerra di Corea. L’interesse di Gordy per la musica emerge dopo i vent’anni, quando torna a Detroit dopo il congedo militare. Qui frequenta bar e nightclub jazz che lo stimolano a lasciare l’impiego presso la tipografia di famiglia e a investire i propri risparmi e un prestito di $700 ottenuto dal padre nell’apertura di un proprio negozio di musica jazz, il 3-D Record Mart, nel 1953.
Il fallimento dell’attività nel 1955, tuttavia, costringe Gordy a trovare impiego nell’industria automobilistica di Detroit, presso la Ford. Nel 1957, parallelamente alla separazione dalla moglie Thelma (seguita dal divorzio nel 1959), Gordy lascia il lavoro alla Ford e si dedica interamente all’attività di autore e compositore indipendente per Jackie Wilson, ex pugile di Detroit, e per Marv Johnson, a cui affianca in seguito l’attività di editore musicale per Smokey Robinson, ancora diciassettenne. Tra i suoi collaboratori ci sono sua sorella Gwendolyn (Gwen) Gordy e Roquel “Billy” Davis. Il trio compone alcuni brani di successo, tra cui All I Could Do Was Cry di Etta James e Reet Petite di Jackie Wilson.
I proventi derivanti dal diritto d’autore, tuttavia, lasciano insoddisfatto Gordy, che decide di fondare l’etichetta discografica Tamla Records nel 1958 e la casa editrice musicale Jobete nel 1959. Nello stesso 1959 fonda anche l’etichetta discografica Motown Records, che insieme alla Tamla Records e alla Jobete costituisce il nucleo fondante della Motown Record Corporation, la casa discografica costituita da Berry Gordy nell’aprile del 1960. Il nome “Motown” è un portmanteau proveniente da “Motor Town” (o “Motor City”), il noto soprannome della città di Detroit, capitale dell’industria automobilistica statunitense. Qui in un edificio residenziale presso West Grand Boulevard 2678 Gordy stabilisce la sede della Motown nota ancora oggi con il soprannome di "Hitsville U.S.A.".

### Gli anni sessanta
Per supervisionare e gestire direttamente la carriera degli artisti scritturati dalla casa discografica, alla fine del 1960 Gordy fonda la International Talent Management Inc. (ITMI), la società di management degli artisti della Motown gestita da sua sorella maggiore Esther Edwards.
I Miracles di Smokey Robinson sono il primo gruppo che Gordy introduce nella casa discografica ed è loro Shop Around, il secondo singolo più venduto negli Stati Uniti nel 1961. In questi anni Gordy iscrive alla Motown anche The Temptations, Martha Reeves & the Vandellas, Tammi Terrell, The Marvelettes, Eddie Kendricks, Paul Williams, Stevie Wonder e molti altri. Con l’annessione della Anna Records, la casa discografica fondata dalle sorelle Anna e Gwen Gordy nel 1959 poco prima di quella del fratello, nel 1962 la Motown acquista nuovi artisti, fra cui Marvin Gaye (marito di Anna Gordy) e The Spinners.
Nel 1962 Gordy inaugura la stagione delle “Motor Town Revues”, tournée collettive degli artisti della Motown nate come strumento di promozione e guadagno alternativo alla distribuzione di dischi. Inoltre, all’inizio, la mancanza di fondi e i pregiudizi di carattere razziale dell’epoca rendono questo l’unico sistema di esibizioni attuabile.
L’insoddisfazione espressa dal supervisore della prima tournée Thomas “Beans” Bowles, sassofonista e performer, circa l’esito di alcune performance convince Gordy a istituire presso la sede di Detroit il dipartimento di “Artist Development” per sovrintendere allo sviluppo professionale degli artisti e di cui affida la direzione a Harvey Fuqua. Il programma di formazione previsto dal dipartimento include lezioni di etichetta, dizione, coreografia (con Charles “Cholly” Atkins dal 1965 al 1971) e arrangiamento (con Maurice King dal 1965 come direttore musicale) per curare ogni dettaglio della performance.
Nel 1963, al contributo di Smokey Robinson dei Miracles come produttore e autore si aggiunge quello del trio Holland, Dozier & Holland (H-D-H) che caratterizzerà il sound della Motown per tutti gli anni sessanta grazie all'apporto di strumentisti del calibro di Earl Van Dyke, Robert White, James Jamerson e Benny Benjamin. Tra i singoli più venduti composti dagli H-D-H ci sono Heat Wave di Martha Reeves e Baby I Need Your Loving dei Four Tops. Tra i produttori di rilievo della Motown si ricordano anche Harvey Fuqua, William Stevenson, Clarence Paul, Norman Whitfield e Barrett Strong.
Sin dall’inizio Gordy mira a potenziare la distribuzione su larga scala di più singoli possibili, proposito che riflette la scelta di produrre dischi più economici ma ottimizzati per essere riprodotti dai jukebox e trasmessi dalle emittenti radiofoniche, data la crescente diffusione delle radio a transistor tra i giovani a partire dal 1963. Negli uffici del controllo qualità, l’ingegnere capo della Motown Mike McClain costruisce una piccola radio dal suono metallico progettata per approssimare il suono di un’autoradio, sulla quale verificare l’impatto sonoro delle registrazioni. Dal 1963, inoltre, la Motown si dota anche di una macchina “taglia-dischi” per il trasferimento immediato di qualsiasi potenziale singolo da nastro su vinile, il mezzo di distribuzione principale dell’epoca.
Nel 1964, Where Did Our Love Go delle Supremes raggiunge il primo posto in classifica negli Stati Uniti, mentre il singolo successivo del gruppo, Baby Love, raggiunge la prima posizione nel Regno Unito. Il 24 dicembre 1964 le Supremes debuttano in televisione partecipando all’Ed Sullivan Show ed entro il 1966 appaiono in programmi di rete nazionale per un totale di venti comparse. Le Supremes sono anche il primo gruppo pop a esibirsi nella sede della New York Philharmonic nel 1966.
Nel marzo 1965 la “Motown Revue” si reca in Inghilterra per celebrare il consolidamento del suo primo importante punto di appoggio nel mercato internazionale. L’iniziativa aveva avuto impulso esattamente due anni prima, quando Berry, sua sorella Esther e Barney Ales, direttore vendite della Motown, avevano trascorso diverse settimane in Europa, facendo tappa nel Regno Unito, in Belgio, in Germania e in Olanda per stipulare accordi di distribuzione, editoria e gestione internazionale. Infine, il trio ottiene un accordo di distribuzione con la EMI e la collaborazione tra Mary Wells e i Beatles per una tournée nel Regno Unito del 1964.
Nel 1965 quarantadue singoli diversi della Motown sono compresi nella classifica pop di Billboard e la casa discografica incassa otto milioni di dollari; la Jobete rimane la casa editrice numero uno della BMI per il terzo anno consecutivo, aggiudicandosi i premi dell'associazione per dodici singoli. Il numero degli impiegati arriva a 125, vengono fondati uffici a New York e a Los Angeles e alle etichette Motown, Tamla e Gordy si aggiungono le etichette Soul, VIP e Country Melody.
Il 29 agosto del 1968 la Motown intenta un’azione legale contro il trio H-D-H accusato di non aver rispettato i termini del contratto con la Jobete dal momento che non presenta inediti dal 1967. Il risarcimento per danni richiesto ha valore di 4 milioni di dollari. Il trio H-D-H contro-cita in giudizio la Motown accusandola di frode e di abuso dei rapporti fiduciari e richiedendo la somma di 22 milioni di dollari. Alla fine il contenzioso è risolto in privato nel 1972.
Nonostante, la perdita degli H-D-H, la Motown continua a pubblicare dischi di successo: Marvin Gaye e Gladys Knight & the Pips raggiungono il primo posto in classifica con due versioni dello stesso brano, I Heard It Through The Grapevine, e nell’ultima settimana del 1968, cinque singoli della Motown sono inclusi contemporaneamente nella Top Ten di Billboard.

### Gli anni settanta
All’inizio del decennio, la Motown affronta un momento di trasformazione organizzativa che implica il trasferimento degli uffici a Los Angeles nel 1972, la traumatica chiusura della sede di Detroit e le dimissioni di Barney Ales. Entro l’anno successivo la Motown è inclusa nella rivista Black Enterprise che la descrive come l’azienda afro-americana più grande in America, con un profitto lordo di 40 milioni di dollari e 135 impiegati.
Nel 1969, la Motown produce i Jackson 5. Il loro primo singolo, I Want You Back, raggiunge il primo posto in classifica nel gennaio del 1970 e in aprile ABC prende il posto di Let It Be dei Beatles come singolo più venduto negli Stati Uniti confermando a Gordy il potenziale della band.
Nel 1971 Diana Ross è scritturata come protagonista del film su Billie Holiday coprodotto dalla Motown, La Signora del Blues, che ottiene quattro Academy Award nominations. Successivamente, Diana Ross è di nuovo protagonista di due produzioni cinematografiche Motown, Mahogany nel 1974 e The Wiz nel 1978.
Tra il 1974 e il 1977, Stevie Wonder vince per tre volte consecutive il Grammy Award per l’album dell’anno, ma l’album Journey Through The Secret Life Of Plants, frutto di tre anni di lavoro, si dimostra un fallimento.
Nel 1975 Ales torna alla Motown con il ruolo di presidente, ma verso la fine degli anni settanta sono molti gli artisti e i produttori che decidono di lasciare la casa discografica. Tra essi ci sono Martha Reeves, i Four Tops, Gladys Knight & The Pips e anche i Jackson 5, che firmano un nuovo contratto con la CBS. Nel 1978 Three Times a Lady dei Commodores è l’unico singolo della Motown che riesce a entrare nella Top Ten e nel 1979 Barney Ales è rimpiazzato da Jay Lasker.

### Dagli anni ottanta al nuovo millennio
Se negli anni settanta gli album che raggiungono il primo posto nelle classifiche sono venticinque, in tutti gli anni ottanta la Motown si aggiudica il primo posto solo otto volte.
Lionel Richie lascia i Commodores e avvia la carriera da solista divenendo uno dei rappresentanti più in vista della Motown, ma continua la sequela di arrivi e partenze di artisti vecchi e nuovi: tornano i Temptations, i Four Tops e Junior Walker, mentre Diana Ross e Marvin Gay se ne vanno. La Ross, tuttavia, è tra gli artisti che acconsentono a partecipare al Motown 25: Yesterday, Today, Forever, il programma televisivo prodotto dalla Motown Productions e trasmesso nel 1983 in occasione dei 25 anni dalla nascita della Motown.
Nel 1983 la Motown firma un accordo di distribuzione con la MCA che viene rotto nel 1985, a seguito del rifiuto da parte di Gordy delle offerte che la MCA gli sottopone per l’acquisto della casa discografica. Tuttavia, le perdite economiche e le dimissioni di Jay Lasker, dovute all’oneroso e discusso finanziamento dei videoclip musicali come strumento di promozione degli artisti, costringono Gordy a riprendere le trattative di vendita con la MCA. Quest'ultima, grazie al determinante intervento del gruppo di investimento Boston Ventures, acquista la casa discografica Motown il 29 giugno 1988 per la somma di 61 milioni di dollari.
Il seggio presidenziale della Motown passa, dunque, a Jheryl Busby, ma Berry Gordy tiene per sé la Jobete e la Motown Productions, che è ribattezzata Gordy-de Passe Productions. Nel 1989 gli studi Hitsville Recordings di Los Angeles sono acquistati dalla Soundworks, mentre quelli di Detroit diventano un museo.
Nel 1993 la Boston Ventures acquista la quota della MCA sulla Motown per rivendere l’intera casa discografica alla Polygram per più di 300 milioni di dollari. Nel frattempo Gordy lascia assumere a Suzanne de Passe il controllo esclusivo della Motown Productions e nel 1997 vende metà dei diritti della Jobete alla EMI per la somma di 132 milioni di dollari. L’anno successivo la Seagram acquisisce la PolyGram e la Motown è assorbita nella Universal Music Group. Nel 2005 la Motown si fonde con la Universal Records per creare la Universal Motown Records.

## Motown Sound
Con il termine "Motown Sound" si fa riferimento allo stile musicale uniforme che caratterizzò gli artisti della Motown negli anni sessanta. Si tratta di un vero e proprio slogan che la Motown diffuse nella pubblicità, nella stampa e sulle copertine degli album dalla fine del 1965, esortando clienti e rivenditori a considerarlo una vera e propria etichetta di genere. Altri slogan coniati dalla casa discografica sono “The Sound Of Young America” e “Detroit Sound”.
Il “Motown Sound” nacque dall’ambizione di Berry Gordy di conquistare il grande pubblico attraverso il crossover, ovvero la commistione di generi e mercati musicali diversi che andava diffondendosi dagli anni cinquanta. Così, la Motown si fece pioniera di un nuovo sound mainstream basato sugli elementi cardine del genere gospel (ritmo, struttura responsoriale con domanda e risposta del coro, sequenze armoniche di breve durata), che contraddistingueva la formazione di tutti gli artisti e produttori della casa discografica, ma applicati a testi pop standard. A ciò si aggiungeva la tecnica e la creatività dei musicisti jazz Earl Van Dyke, James Jamerson e Benny Benjamin.
Per questo il “Motown Sound” ebbe anche un ruolo fondamentale nell’integrazione razziale della musica pop. Nelle parole di Quincy Jones:
(Quincy Jones, Foreword by Quincy Jones in (EN) Nelson George, Where Did Our Love Go?: The Rise & Fall of the Motown Sound, University of Illinois Press, 2007,  p. xi.)

## Etichette sussidiarie[34]
- Tamla Records
- Gordy Records
- Soul
- VIP
- Rare Earth
- Black Forum
- Prodigal
- Hitsville
- Melodyland
- Workshop